# Limnophora pica
Limnophora pica är en tvåvingeart som först beskrevs av Macquart 1851.  Limnophora pica ingår i släktet Limnophora och familjen husflugor. Inga underarter finns listade i Catalogue of Life.